# Oyashio (tàu khu trục Nhật)
Oyashio (tiếng Nhật: 親潮) là một tàu khu trục hạng nhất của Hải quân Đế quốc Nhật Bản thuộc lớp Kagerō đã phục vụ tại Mặt trận Thái Bình Dương trong Chiến tranh Thế giới thứ hai. Tên của nó được đặt theo dòng hải lưu Oyashio, mang nghĩa "dòng nước lạnh".
Vào ngày 8 tháng 5 năm 1943, Oyashio thực hiện một chuyến đi vận chuyển binh lính đến Kolombangara. Trong lúc đang rời Vila, Kolombangara, nó bị bất động do trúng phải một quả thủy lôi, rồi sau đó tiếp tục bị hư hại do một cuộc không kích bởi một quả bom ném trúng trực tiếp, một số quả ném suýt trúng và hỏa lực bắn phá. Cuối cùng nó chìm ở phía Tây Nam Kolombangara, tọa độ 08°08′N 156°55′Đ / 8,133°N 156,917°Đ.
Oyashio được rút khỏi danh sách Đăng bạ Hải quân vào ngày 20 tháng 6 năm 1943.